# На березі (роман Невіла Шюта)
«На березі» (англ. On the Beach) — постапокаліптичний роман, який написав Невіл Шют в 1957 році. Був двічі екранізований.

## Назва
Назва роману походить від стійкого виразу, що вживається в побуті у Королівському військово-морському флоті, де фраза «на березі» — означає «пішов у відставку». Ця назва також посилається до поеми Т. С. Еліота «Порожні люди», яка містить рядки:

In this last of meeting places

We grope together

And avoid speech

Gathered on this beach of the tumid river.

(До місця останньої зустрічі

Влачимося разом

Страхаймося мови

На березі повноводної річки.)

Роман, в тому числі його перше видання 1957 року (компанією Вільяма Морроу, у Нью-Йорку), містять уривки з поеми на титульній сторінці, як епіграф, у тому числі наведені й завершальні рядки:

This is the way the world ends

Not with a bang but a whimper.

(От як скінчиться світ

От як скінчиться світ

Не вибух, але схлип.)

## Сюжет
У 1961 році всю північну півкулю було знищено ядерною війною. Атомний підводний човен «Скорпіон» ВМС США, що знаходився на момент війни в Австралії, був відправлений на розвідку в північну півкулю, звідки вже кілька місяців приходить дивний, що не піддається розшифровці радіосигнал. Головний герой роману — Пітер Холмс, капітан-лейтенант австралійського флоту, був призначений на «Скорпіон» на час цього розвідувального виходу. Через кілька місяців радіоактивна хмара накриє і Австралію. Командир субмарини Дуайт Тауерс, сім'я якого стала жертвою жахливої війни, зустрічає в Австралії жінку — Мойру Девідсон, яка змучена турботами і весь вільний час проводить із пляшкою бренді. Читачеві належить відчути повною мірою всю трагічність і безвихідність обставин, що склалися. Побачити, як звичайні люди поводяться, коли знають, що смерть поряд.

## Характеристика
Герої докладають всі зусилля, щоб насолоджуватися тим часом, що їм залишається, насолоджуючись маленькими радощами і продовжуючи свою звичайну діяльність. Холмси саджають сад, якого раніше ніколи не бачили. Мойра закінчує курси машинопису і стенографії. Осборн та інші організовують небезпечний автопробіг, який приводить до загибелі декількох учасників. Літні члени «клубу джентльменів» полюбляють випити в клубному підвалі, та дискутують з приводу того, щоб подовжити рибальський сезон, та турбуються про те, щоб кролики не вижили людей. Як і в інших романах Шюта, герої не висловлюють сильних емоцій і не вдаються до жалості до себе. Товерс разом з Девідсон вирушають рибалити. Вони симпатизують одне одному, але попри обставини, їх стосунки не виходять за рамки симпатії, бо він хоче залишатися вірним своїй дружині, і Мойра погоджується з його рішенням.
Поступово припиняють свою діяльність державні служби та економіка. У решті, Товерс разом з Мойрою, вирішує не вмирати, а замість цього знаходить у собі сили, разом з командою, зірвати плани підводних човнів за межами територіальних вод Австралії. Він служить опорою для свого екіпажу.
Австралійці, по більшій частині, бігли на південь. Але, поступово прийняти свою долю після того, як смертельні рівні радіації досягають широти, на якій вони живуть. Більшість із них приймають рішення уряду, щодо заохочування альтернативних самогубств, коли починають з'являтися симптоми променевої хвороби.

## Відгуки
Нью-Йорк Таймс назвала «На березі» «the most haunting evocation we have of a world dying of radiation after an atomic war.» (найбільш нав'язливий виклик опису світу, що вмирає від радіації після атомної війни). «Галактика фантастів» назвала книгу «емоційним кілером. Це повинно бути обов'язковим читанням для всіх професійних дипломатів і політиків». Рецензент з «Хроніки Сан-Франциско» назвав роман «найбільш шокуючим твором фантастики, який я прочитав в останні роки. Що найбільш шокує, це сама ідея, і та майстерність, з якою Шют доносить цю ідею до читача». «Дейлі Телеграф» назвав його «найбільшим досягненням Шюта» і не раз заявляв, що роман є «найбільш пам'ятним романом, що описує світ після ядерної війни». «Гардіан» зазначив, що такий «твір, як, наприклад, „На березі“ грають важливу роль у підвищенні обізнаності людства про загрозу ядерної війни. Ми витріщилися в безодню, і потім відступили від краю прірви». Лос-Анджелес Таймс описав роман як «своєчасний та іронічний…, що має незгладимо сумний фінал, який залишає вас плакати і турбуватися». Журнал «Економіст» назвав його «як найбільш зворушливу історію за останні півтора століття».
У романі нереалістично описані наслідки глобальної ядерної війни, які на той час були погано вивчені. У ньому не зображено жодної форми ядерної зими. У посібнику з виживання "Навички виживання в умовах ядерної війни" Крессон Керні називає роман "псевдонауковим" і "деморалізуючим", стверджуючи, що він і подібні твори увічнюють міф про те, що будь-яка широкомасштабна ядерна війна неминуче знищить усе людське життя. Цей міф, стверджує Керні, є небезпечним, оскільки він відштовхує людей від вжиття запобіжних заходів, які могли б врятувати життя у випадку ядерної атаки, помилково вважаючи, що будь-яка пересторога є марною.